# Mir Aimal Kansi
 (décembre 2019).
Pour les articles homonymes, voir Kansi.
Mir Aimal Kansi (ou Mir Qazi) est un ressortissant pakistanais qui a été reconnu coupable de la fusillade de 1993 au siège de la CIA à Langley, en Virginie. 
Au cours de la fusillade, Kansi tue deux employés de la CIA et en blesse trois autres. Le lendemain, il s'enfuit à Kandahar, en Afghanistan[réf. souhaitée], qui devient plus tard un bastion taliban, et s'y cache pendant quatre ans. Le 15 juin 1997, il est arrêté par le FBI avec l'aide des forces de police pakistanaises alors qu'il se trouve au Pakistan et. Il est extradé aux États-Unis, où il est reconnu coupable et condamné à mort. Il est exécuté par injection létale le 14 novembre 2002,.